# Phil Karlson
Phil Karlson (Chicago, 2 luglio 1908 – Los Angeles, 12 dicembre 1985) è stato un regista statunitense.

## Biografia
Figlio dell'attrice irlandese Lillian O'Brien, studiò prima al Marshall High School, e poi seguendo il consiglio del padre al Loyola Marymount University, Los Angeles. Come regista, diresse Marilyn Monroe nel film Orchidea bionda (1948).

## Filmografia

### Regista
- Wife Wanted (1946)
- Louisiana (1947)
- La diligenza di Silverado (Adventures in Silverado) (1948)
- Thunderhoof (1948)
- Orchidea bionda (Ladies of the Chorus) (1948)
- La montagna rossa (The Big Cat) (1949)
- Down Memory Lane (1949)
- La dinastia dell'odio (Lorna Doone) (1951)
- Il sergente Carver (The Texas Rangers) (1951)
- La maschera del vendicatore (Mask of the Avenger) (1951)
- Ultime della notte (Scandal Sheet) (1952)
- Salvate il re (The Brigand) (1952)
- Il quarto uomo (Kansas City Confidential) (1952)
- Non cercate l'assassino (99 River Street) (1953)
- Cavalcata ad ovest (They Rode West) (1954)
- Il demone dell'isola (Hell's Island) (1955)
- 5 contro il casinò (5 Against the House) (1955)
- La città del vizio (The Phenix City Story) (1955)
- Il sentiero della violenza (Gunman's Walk) (1958)
- Le vie segrete (The Secret Ways) (1961)
- Giorni senza fine (The Young Doctors) (1961)
- Pugno proibito (Kid Galahad) (1962)
- Il grande safari (Rampage) (1963)
- Matt Helm il silenziatore (The Silencers) (1966)
- Assalto finale (A Time for Killing) (1967)
- Missione compiuta stop. Bacioni Matt Helm (The Wrecking Crew) (1969)
- I lupi attaccano in branco (Hornets' Nest) (1970)
- Ben (1972)
- Un duro per la legge (Walking Tall) (1973)
- Senza capo d'accusa (Framed) (1975)

### Aiuto regista
- Gli amori di Susanna (The Affair of Susan), regia di Kurt Neumann (1935)
- Il ritorno dell'uomo invisibile (The Invisible Man Returns), regia di Joe May (1940)